# إيبومويا أكواتيكا
إيبومويا أكواتيكا أو زبيد (بالإنجليزية: Ipomoea aquatica)‏ المعروف على نطاق واسع باسم kangkong (أيضًا تهجئة kangkung) أو السبانخ المائي، هو نبات استوائي شبه مائي يزرع كخضروات لبراعمه الطرية. يُعتقد عمومًا أن I. aquatica قد تم تدجينه لأول مرة في جنوب شرق آسيا. يزرع على نطاق واسع في جنوب شرق آسيا وشرق آسيا وجنوب آسيا. ينمو بكثرة بالقرب من المجاري المائية ولا يتطلب سوى القليل من الرعاية.